# Besso (Berg)
Der Besso ist ein 3668 m ü. M. hoher Berg im Val d’Anniviers im Kanton Wallis, Schweiz.  Der Name Besso bedeutet Zwillinge im Patois (französischer Dialekt) des Val d’Anniviers und bezieht sich auf  die beiden Gipfel des Berges. Er thront über dem Ferienort Zinal und liegt nordwestlich des Zinalrothorns.
Die Erstbesteigung  erfolgte wahrscheinlich im Jahre 1862 durch die beiden Bergführer J. B. Epinay and J. Vianin.
Die einfachste Route auf den Besso wird als „Chemin des Dames“ (Damenroute) bezeichnet. Die klassische Route startet von der Cabane du Mountet aus und führt über den Südwestgrat (PD+). Diese Route wurde gemäss Collomb erstmals 1906 durch den britischen Schriftsteller und Alpinisten Robert Lock Graham Irving begangen.

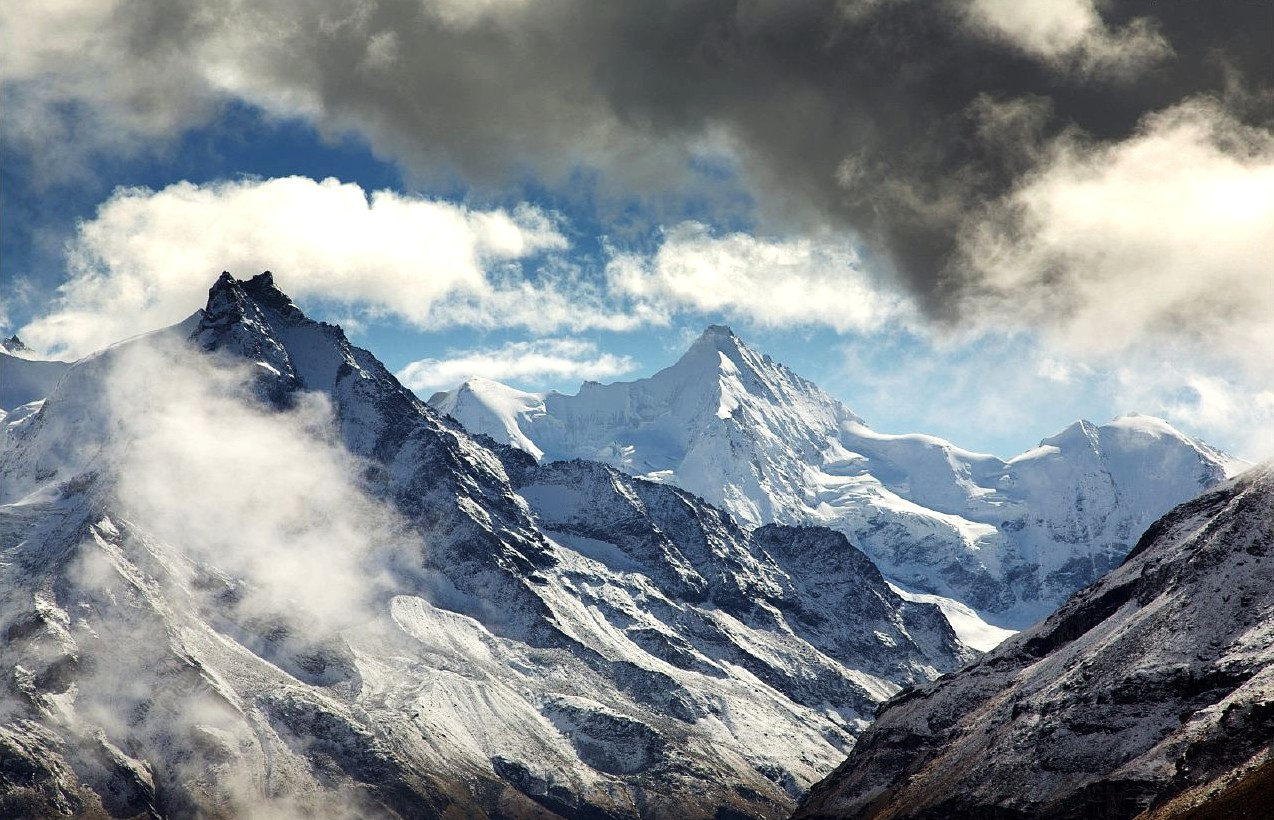
Besso (links), mit dem Ober Gabelhorn (rechts)
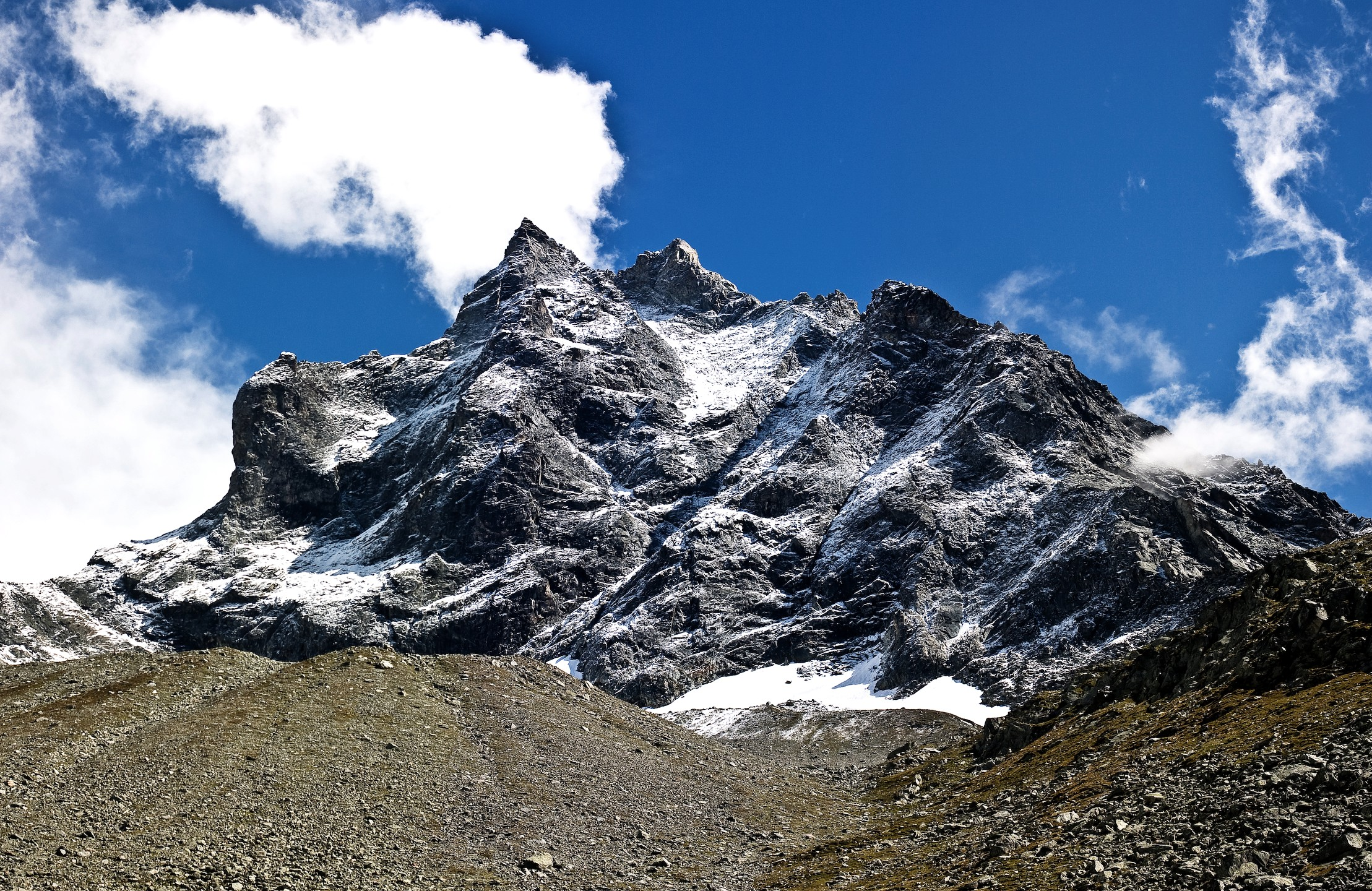
Der Besso von nahem.
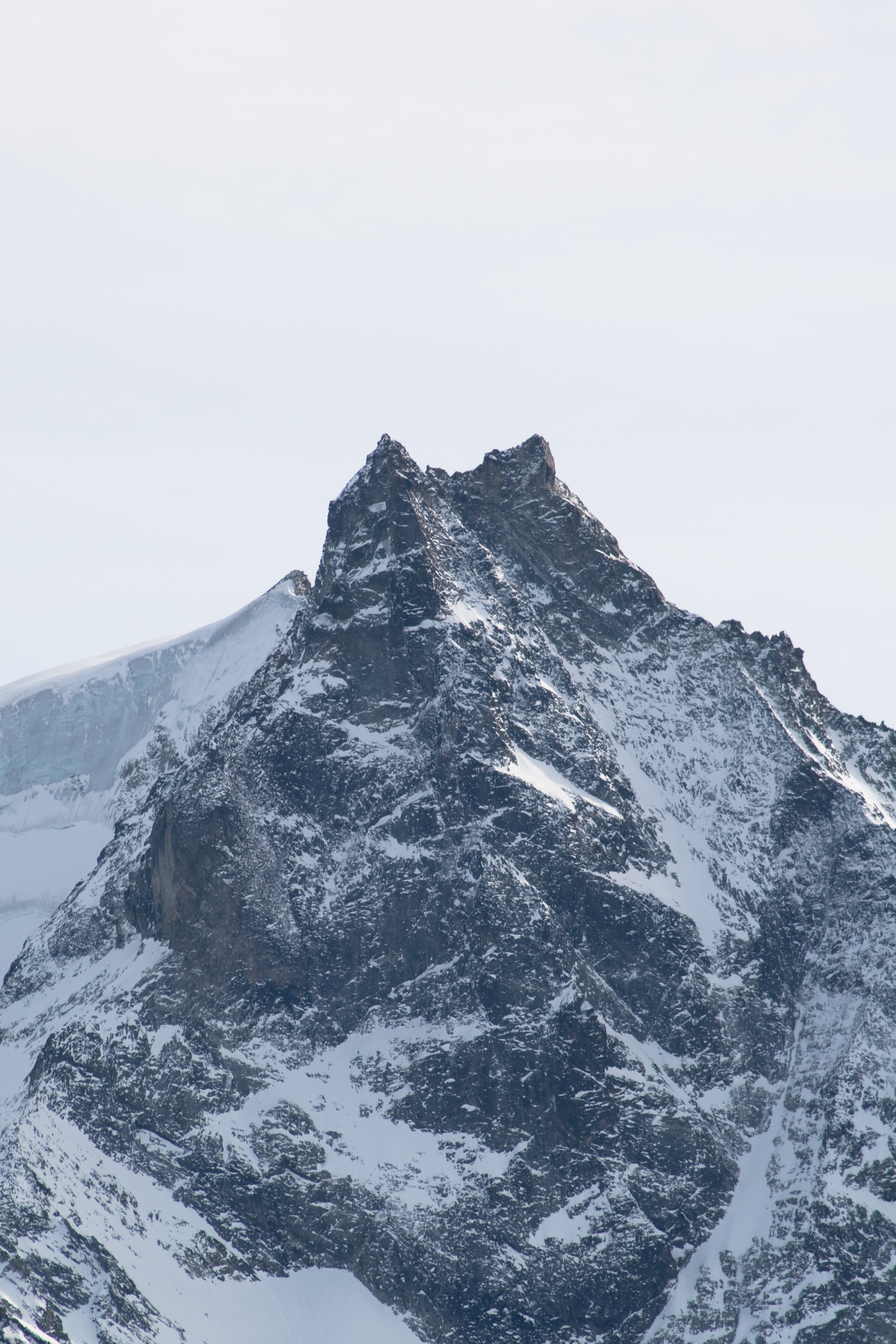
Der Besso mit seinen Zwillingsgipfeln.
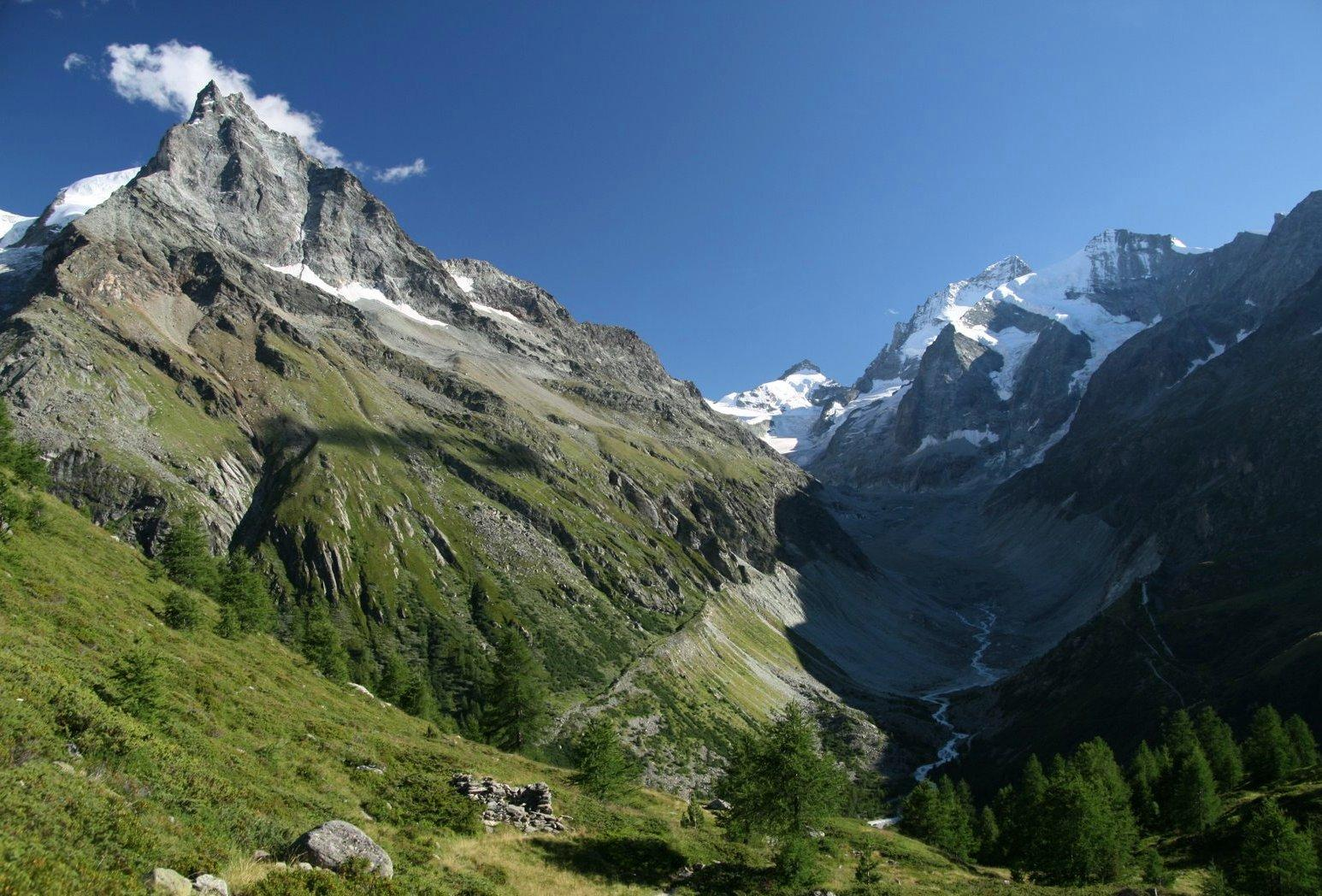
Das Val de Zinal mit Besso (links).